# Андреја Андрејевић (архитекта)
Андреја Андрејевић (Крагујевац, око 1840 — Крагујевац, 8/20.септембар 1893) био је један од првих српских архитеката, инжењер и начелник Министарства грађевина Кнежевине Србије. Од 1871. био је члан Српског ученог друштва, а од 1892. почасни члан Српске краљевске академије. Познат је као пројектант Саборне цркве у Крагујевцу.

## Биографија
Андреја Андрејевић рођен је у Крагујевцу око 1840. године у породици Николе Андрејевића. Његов стриц, Арса Андрејевић, погинуо је 1842. у Крагујевцу, током Вучићеве буне.
Мало пре Андрејиног рођења рођењу породица се из Пожаревца преселила у Крагујевац. Тада су већ имали старијег сина Светозара. Млади Андреја био је међу младићима које је кнез Михаило слао на школовање у европске универзитетске центре, где је изучио инжењерске науке и архитектуру.
Андреја Андрејевић био је начелник Министарства грађевина, а бавио се и архитектуром. Познато је да је управо он пројектовао Саборну цркву у Крагујевцу. Од 24. јануара 1871. био је дописни је члан Српског ученог друштва, а од 22. новембра 1881. редовни члан Одбора уметничког ове институције. Од новембра 1892. био је почасни је члан Српске краљевске академије (данас САНУ).
Умро је у Крагујевцу, 8. септембра 1893. године по новом, односно 20. септембра по старом календару. Његову имовину наследио је старији брат Светозар, крагујевачки трговац и добротвор.

### Саборна црква у Крагујевцу
Када је 1818. године кнез Милош Обреновић за престоницу одабрао Крагујевац, једна од првих ствари којој је посвећена пажња била је подизање цркве, задужбине једног српског владара по први пут након пропасти Деспотовине. Кнез је своју цркву сазидао на старом гробљу и посветио Силаску Светог Духа, то је данашња Стара црква.
План за изградњу нове – Саборне цркве израђен је 1866. године. Одборници крагујевачке општине  су донели решење које је упућено ондашњем Начелству Округа Крагујевачког, а у којем исказују жељу да се црква изгради и да технички надзор врши инжењер Андрија Андрејевић. Као почетак градње одређен је, 29. јун 1869. године (12. јули по старом календару). Камен темељац је, у присуству митрополита Михаила Јовановића, положио тада још малолетни кнез Милан Обреновић. План цркве је израдио инжињер Андрија Андрејевић, а за извођача радова одређен је Светозар Таназевић. Убрзо након почетка радова, 1871. године избио је сукоб између надзорног општинског инжињера Андрејевића и предузимача Таназевића и то приликом обрачуна зараде предузимача, јер је исти сматрао да му надзорни инжењер закида при исплати. Комисија је просудила да је инжењер био у праву. У периоду од 1872. до 1879. године радови на изградњи цркве су стали због недостатка средстава. Када су се 1879. нашла средства градња је настављена и храм је завршен 1884. године.
Пројектујући Саборну цркву Андреја Андрејевић је вратио сакралну архитектуру њеним коренима у византијској архитектури и означио тиме крај превласти барока. Саборна црква у Крагујевцу је прва црква изграђена у византијско-романичком стилу у ослобођеној Србији, што јој, поред осталог, даје посебно место у српској архитектури друге половине 19. века.

## Задужбина
После његове смрти имовину је наследио старији брат Светозар Андрејевић, који је граду завештао куће и дућане, као и пољско имање у Илиној води. Светозарова удовица Милева је, по мужевљевој жељи, богату библиотеку Андреје Андрејевића предала Великој школи у Београду.